# 베른부르크
베른부르크(독일어: Bernburg)는 독일 작센 안할트 주에 있는 도시이다. 면적은 55.15km2이며, 고도는 85m다. 인구는 31,329명이며, 인구밀도는 568명/km2이다.

## 자매 도시
- 독일 라인
- 폴란드 타르노프스키고리
- 체코 호무토프
- 리투아니아 트라카이
- 미국 인디애나주 앤더슨
- 프랑스 푸르미에스